# Hulla, hó, telizsák
A Hulla, hó, telizsák (eredeti cím: Reindeer Games, alternatív cím: Deception) 2000-ben bemutatott amerikai akcióthriller, amelyet John Frankenheimer rendezett. Ez volt a 2002-ben elhunyt rendező utolsó filmje. A főbb szerepekben Ben Affleck, Gary Sinise, Charlize Theron, Dennis Farina, James Frain, Donal Logue, Danny Trejo és Clarence Williams III látható.
2000. február 25-én jelent meg a Miramax Films forgalmazásában. Általánosságban negatív kritikai fogadtatásban részesült, és jegyeladási szempontból is megbukott: 42 millió dolláros költségvetésével szemben mindössze 32 millió dollárt hozott.

## Cselekmény
Egy volt elítélt felveszi halott cellatársa személyazonosságát, hogy megszerezze magának a másik férfi barátnőjét. Ezután egy kaszinórablás akaratlan résztvevőjeként találja magát.

## Szereplők
| Szerep                        | Színész               | Magyar hang       |
| ----------------------------- | --------------------- | ----------------- |
| Rudy Duncan / Nick Cassidy    | Ben Affleck           | Széles Tamás      |
| Gabriel 'Monster' Mercer      | Gary Sinise           | Haás Vander Péter |
| Ashley Mercer / Millie Bobeck | Charlize Theron       | Balázs Ági        |
| Jack Bangs                    | Dennis Farina         | Kárpáti Tibor     |
| Nick Cassidy                  | James Frain           | Crespo Rodrigo    |
| Merlin                        | Clarence Williams III | Orosz István      |
| Pug                           | Donal Logue           | Sótonyi Gábor     |
| Jumpy                         | Danny Trejo           | Varga Tamás       |
| Zook                          | Isaac Hayes           |                   |
| öreg kormányzó                | Gordon Tootoosis      |                   |
| Alamo                         | Dana Stubblefield     |                   |
| öreg kártyás                  | Lonny Chapman         | Dobránszky Zoltán |

## A film készítése
A film Michigan állam északi részén játszódik, de az 1999. március 15-én kezdődött forgatás a kanadai Vancouverben és Prince George-ban (Brit Columbia) zajlott.
Vin Diesel eredetileg Pug szerepét kapta, de nézeteltérései támadtak John Frankenheimer rendezővel a forgatókönyvvel és az általa megformált szereplővel kapcsolatban. Emiatt még a forgatás kezdete előtt otthagyta a projektet.

## Fogadtatás

### Bevételi adatok
A film mindössze 32,2 millió dolláros bevételt termelt, 42 millió dolláros költségvetéssel szemben.